# Terezija, portugalska grofica
Terezija Leonska (također Tereza; latinski Tarasia; ? – 1130.) bila je španjolska plemkinja i portugalska grofica, često smatrana portugalskom kraljicom.

## Genealogija
Terezijin je otac bio španjolski vladar Alfons, poznat kao kralj Alfons VI. Hrabri. Vladao je Leonom i Kastiljom. Alfons je bio sin Sanče Leonske i unuče kralja Alfonsa V.
Majka grofice Terezije bila je kraljeva ljubavnica Jimena Muñoz.
Terezijina polusestra Uraka naslijedila je oca na tronu.

## Brak
Alfons VI. udao je svoju kćer Tereziju za francuskog plemića Henrika, iz Burgundije. Grofovija Portugal pripala je Tereziji i Henriku. Par je dobio sina, koji je nazvan Alfons po djedu. Terezijin sin postao je Alfons I. Portugalski. Preko Alfonsa, Terezija je bila matrijarh-predak portugalskih kraljeva.